# Copa de Europa de la FIBA 1994-95
La Copa de Europa de la FIBA 1994-95, conocida anteriormente como Recopa de Europa de Baloncesto fue la vigésimo novena edición de esta competición organizada por la FIBA que reunía a los campeones de las ediciones de copa de los países europeos. Tomaron parte 41 equipos, dos más que en la edición precedente, catorce de ellos procedentes como perdedores de la fase de la Liga Europea de la FIBA 1994-95. Se proclamó campeón el equipo italiano del Benetton Treviso, derrotando en la final al Taugrés Baskonia español, que accedía a la final por segundo año consecutivo, en un partido disputado en el Abdi İpekçi Arena de Estambul.

## Primera ronda
| Equipo 1        | Agr.    | Equipo 2                 | Ida   | Vuelta |
| --------------- | ------- | ------------------------ | ----- | ------ |
| Hiefenech       | 161–177 | Slovakofarma Pezinok     | 83–96 | 78–81  |
| Vllaznia        | 158–170 | Universitatea Cluj       | 86-87 | 72–83  |
| Durox BG Leuven | 170–181 | Norrköping Dolphins      | 85–90 | 85–91  |
| Čelik           | 123–168 | Marc-Körmend             | 55–76 | 68–92  |
| MZT Aerodrom    | 124–134 | Atletas                  | 80–74 | 44–60  |
| Tapiolan Honka  | 123–186 | Nobiles Włocławek        | 81–90 | 82–96  |
| Sankt Pölten    | 165–157 | BHC SKP Pardubice        | 89–86 | 76–71  |
| Bonus           | 186–167 | Avtodor Saratov          | 95–79 | 91–88  |
| APOEL           | 160–162 | Plama Pleven             | 78–64 | 82–98  |
| Kiev            | 159–152 | Mustang Jeans Den Helder | 89–63 | 70–89  |

## Segunda ronda
| Equipo 1             | Agr.    | Equipo 2                      | Ida   | Vuelta |
| -------------------- | ------- | ----------------------------- | ----- | ------ |
| Slovakofarma Pezinok | 151–174 | Taugrés                       | 65–84 | 86–90  |
| Universitatea Cluj   | 120–171 | Strasbourg                    | 54-88 | 66–83  |
| Norrköping Dolphins  | 157–169 | Zagreb                        | 83–74 | 74–95  |
| Marc-Körmend         | 117–148 | Iraklis Aspis                 | 51–60 | 66–88  |
| Atletas              | 133–138 | Hapoel Jerusalem              | 77–62 | 56–76  |
| Nobiles Włocławek    | 159–157 | Ovarense                      | 75–58 | 84–99  |
| Sankt Pölten         | 148–210 | Fenerbahçe                    | 81–79 | 67–131 |
| Bonus                | 156–166 | Kovinotehna Savinjska Polzela | 89–84 | 67–82  |
| Plama Pleven         | 153–197 | Benetton Treviso              | 77–87 | 76–110 |
| Kiev                 | 169–160 | Brandt Hagen                  | 77–70 | 92–90  |

## Tercera ronda
- Invitación para participar en la Copa de Europa de la FIBA* a los equipos perdedores en los dieciseisavos de final de la Liga Europea de la FIBA 1994-95.

*Thames Valley Tigers, Croatia Osiguranje, Budivelnyk, Žalgiris, Olympique Antibes, Bioveta Brno, Hapoel Tel Aviv, Danone-Honvéd, Maes-Flandria, Fidefinanz Bellinzona, Kärcher Hisings-Kärra, Pezoporikos Larnaca, ASK Brocēni and Baník Cígeľ Prievidza.
| Equipo 1                      | Agr.    | Equipo 2              | Ida    | Vuelta |
| ----------------------------- | ------- | --------------------- | ------ | ------ |
| Thames Valley Tigers          | 146–148 | Croatia Osiguranje    | 77–72  | 69–76  |
| Budivelnyk                    | 186–219 | Kiev                  | 91–118 | 95–101 |
| Žalgiris                      | 172–177 | Nobiles Włocławek     | 99–88  | 73–89  |
| Zagreb                        | 143–162 | Olympique Antibes     | 82–79  | 61–83  |
| Bioveta Brno                  | 138–165 | Hapoel Tel Aviv       | 72–79  | 66–86  |
| Danone-Honvéd                 | 150–185 | Maes-Flandria         | 80–94  | 70–91  |
| Hapoel Jerusalem              | 157–161 | Taugrés               | 91–82  | 66–79  |
| Strasbourg                    | 145–149 | Fidefinanz Bellinzona | 72–72  | 73–77  |
| Kovinotehna Savinjska Polzela | 130–163 | Iraklis Aspis         | 66–69  | 64–94  |
| Fenerbahçe                    | 160–157 | Kärcher Hisings-Kärra | 81–62  | 79–95  |
| Pezoporikos Larnaca           | 140–219 | Benetton Treviso      | 91–109 | 49–110 |
| ASK Brocēni                   | 168–131 | Baník Cígeľ Prievidza | 86–65  | 82–66  |

## Cuartos de final
Los cuartos de final se jugaron con un sistema de todos contra todos, divididos en dos grupos.
|  | Clasificados para semifinales |

|    | Equipo                | PJ | Pts | G | P | PF  | PC  | Dif. |
| -- | --------------------- | -- | --- | - | - | --- | --- | ---- |
| 1. | Olympique Antibes     | 10 | 19  | 9 | 1 | 857 | 752 | +105 |
| 2. | Iraklis Aspis         | 10 | 19  | 9 | 1 | 809 | 715 | +93  |
| 3. | Croatia Osiguranje    | 10 | 15  | 5 | 5 | 766 | 731 | +35  |
| 4. | Maes-Flandria         | 10 | 14  | 4 | 6 | 805 | 807 | -2   |
| 5. | Kiev                  | 10 | 12  | 2 | 8 | 817 | 934 | -117 |
| 6. | Fidefinanz Bellinzona | 10 | 11  | 1 | 9 | 669 | 784 | -125 |

|    | Equipo            | PJ | Pts | G | P | PF  | PC  | Dif. |
| -- | ----------------- | -- | --- | - | - | --- | --- | ---- |
| 1. | Taugrés           | 10 | 19  | 9 | 1 | 909 | 840 | +69  |
| 2. | Benetton Treviso  | 10 | 18  | 8 | 2 | 967 | 843 | +124 |
| 3. | Fenerbahçe        | 10 | 14  | 4 | 6 | 847 | 863 | -16  |
| 4. | Nobiles Włocławek | 10 | 13  | 3 | 7 | 878 | 948 | -70  |
| 5. | Hapoel Tel Aviv   | 10 | 13  | 3 | 7 | 824 | 894 | -70  |
| 6. | ASK Brocēni       | 10 | 13  | 3 | 7 | 881 | 918 | -37  |

## Semifinales
Los equipos mejor clasificados en la fase de grupos disputaron los partidos 2 y 3 en casa.
| Equipo 1         | Agr. | Equipo 2          | Ida   | Vuelta | 3er partido |
| ---------------- | ---- | ----------------- | ----- | ------ | ----------- |
| Benetton Treviso | 2–1  | Olympique Antibes | 88–95 | 99–93  | 87-83       |
| Iraklis Aspis    | 1–2  | Taugrés           | 79–78 | 74–79  | 66-70       |

## Final
14 de marzo, Abdi İpekçi Arena, Estanbul
| Equipo 1         | Resultado | Equipo 2 |
| ---------------- | --------- | -------- |
| Benetton Treviso | 94–86     | Taugrés  |

| 14 de marzo de 1995 | Benetton Treviso                                                                          | 94–86        | Taugrés                                                    | |  |
|                     | Marcador por tiempos: 43-38, 51-48                                                        |              |                                                            | |  |
|                     | Estadísticas Petar Naumoski, Orlando Woolridge, 26 Orlando Woolridge, 5 Ricardo Pittis, 7 | Pts Reb Asts | Estadísticas Kenny Green, 26 Kenny Green, 13 Pablo Laso, 8 | Pabellón: Abdi İpekçi Arena, Estambul Asistencia: 6.000 espectadores Árbitros: David Dagan (ISR), Philippe Mailhabbiau (FRA) |  |

| Campeón de la Copa de Europa de la FIBA 1995–96 |
| ----------------------------------------------- |
| Benetton Treviso 1.er título                    |